# Valmy

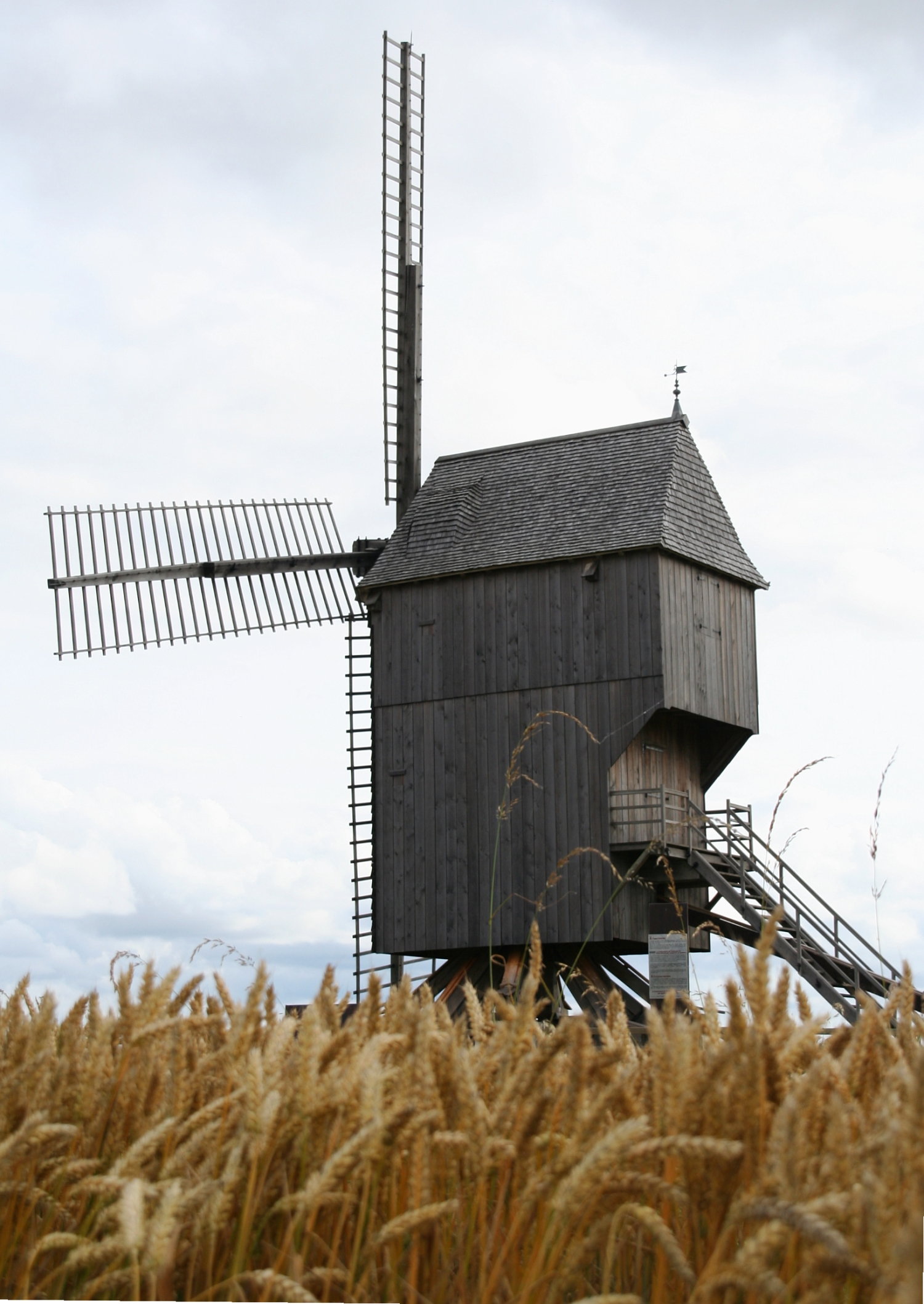
Wiatrak w Valmy, na miejscu bitwy

Valmy – miejscowość i gmina we Francji, w regionie Grand Est, w departamencie Marna. Nazwa miejscowości została uformowana przy pomocy galijskiego przyrostka –acos, latynizowanego jako –acus (z i przed przyrostkiem, licznie spotykanego w całej Francji jako formant nazw miejscowych i świadczącego o galijskiej historii jej terytorium; ma on znaczenie analogiczne do przyrostka –ianus w łacińskich nazwach miejscowości, spotykanych zwłaszcza we Włoszech) połączonego z imieniem germańskim latynizowanym jako Walismus. Nazwa ta brzmiała zatem Walismiacus, później zapisywane jako Walemain i Valmy.
Nazwy formowane z imion germańskich z przyrostkiem –iacus powinny raczej być formowane poprzez –acus; są mniej liczne, niż podobnie formowane nazwy z imion galloromańskich i pojawiają się przede wszystkim w krajach skolonizowanych poprzez Franków: w Belgii i w północno-wschodniej Francji. Budowa nazwy miejscowej z tak formowanego imienia świdaczy o własności indywidualnej w Galii.
Według danych na rok 1990 gminę zamieszkiwało 290 osób, a gęstość zaludnienia wynosiła 12 osób/km².
W 1792 r. miała tam miejsce bitwa („bitwa pod Valmy”).